# Дервента
Дервента — город в северной части энтитета Республики Сербской одноимённого муниципалитета Боснии и Герцеговины.

## История
Когда речь идёт об истории города Дервенты, необходимо заметить, что подтверждённых источниками данных очень мало. По турецким источникам известно, что ранее на месте города находилось село Горня-Украна, в котором к 1600 году насчитывалось 215 домов. К концу XIX века в городе насчитывалось 3200 домов и личных участков. Первая основная сербская школа открылась 1864 году, а через двадцать лет — городская больница. К концу века открылись первые промышленные предприятия. В городе были водяная мельница, ткацкая фабрика, водопровод, а также железная дорога, которая вела из Брода прямо в Сараево.
В начале XX века Дервента стала богатым торговым городом, одним из самых процветающих на территории Боснии. Накануне Первой мировой войны в городе открылась гимназия, затем педагогическая и сельскохозяйственная школы. В годы Второй мировой войны в городе умерло около тысячи человек, большая часть его зданий была разрушена. В 1980-е годы Дервента достигла пика своего развития, будучи одним из самых высокоразвитых муниципалитетов СР Боснии и герцеговины. К 1991 году в общине жило 57 тысяч жителей (из них 17 тысяч в самом городе), была развита текстильная, кожевенная, обувная, чёрнометаллургическая промышленность (завод «Укрина»), были заводы по обработке металлов, велось крупное строительство, была развита полиграфия и сельское хозяйство, везде были проложены дороги. Дервента стала одним из крупнейших региональных центров Югославии.
В апреле 1992 года город захватили хорватские войска при поддержке группировки «Азра», которые в годы Боснийской Войны устроили откровенную резню сербов в городе. Только 7 июля 1992 войска Республики Сербской отбили город в ходе операции «Коридор». Сейчас он входит в Республику Сербскую в составе Боснии и Герцеговины.

## Население
Численность населения города по переписи 2013 года составила 12 680 человек, общины — 30 177 человек.
По переписи в Австро-Венгрии
| Год переписи | Численность |
| ------------ | ----------- |
| 1879         | 39 385      |
| 1885         | 43 970      |
| 1895         | 53 136      |
| 1910         | 65 784      |

Национальный состав города
| Дервента     |                 |                 |                 |
| Год переписи | 1991            | 1981            | 1971            |
| Мусульмане   | 5 558 (31,31 %) | 4 593 (31,99 %) | 5 065 (42,83 %) |
| Сербы        | 4 555 (25,66 %) | 2 934 (20,43 %) | 2 496 (21,10 %) |
| Хорваты      | 4 317 (24,32 %) | 3 727 (25,95 %) | 3 439 (29,08 %) |
| Югославы     | 2 623 (14,77 %) | 2 799 (19,49 %) | 459 (3,88 %)    |
| Другие       | 695 (3,91 %)    | 304 (2,11 %)    | 365 (3,08 %)    |
| Итого        | 17 748          | 14 357          | 11 824          |

## Известные уроженцы
- Миле Китич, сербский фолк-певец
- Мухамед Мемич, югославский и боснийский гандболист
- Слободан Чустич, сербский актёр
- Сулейман Меденчевич, боснийский кинодеятель
- Поп Йовица, сербский революционер
- Зоран Ранкич, сербский актёр
- Ведран Чорлука, хорватский футболист
- Абаз Арсланагич, гандболист
- Драган Джурич, директор футбольного клуба «Партизан»
- Никола Калабич, воевода чётников
- Иосип Мажар, Народный герой Югославии